# Certificat d'études primaires
Pour les articles homonymes, voir Certificat d'études et CEP.

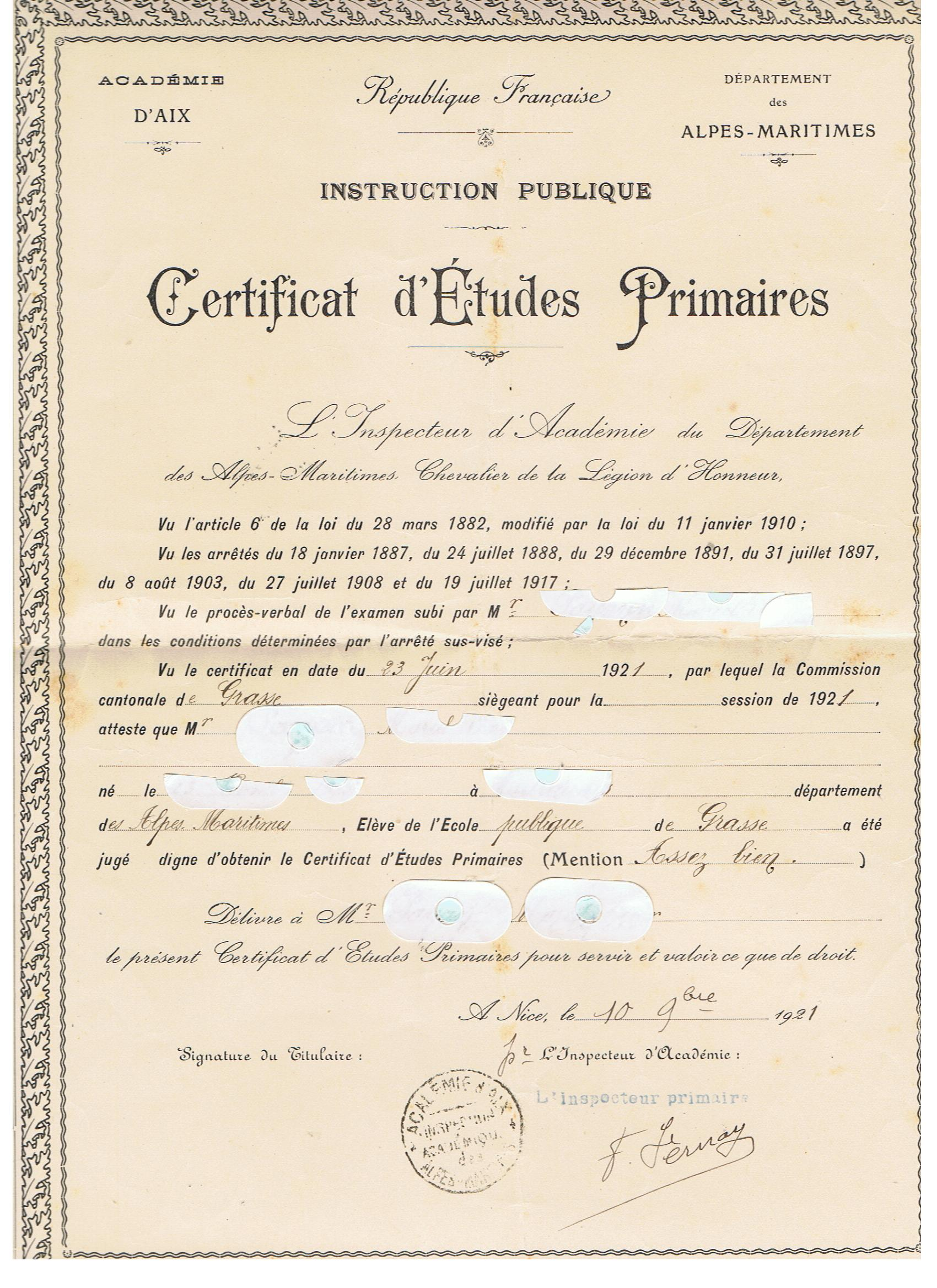
Certificat d'études primaires qui pouvait être présenté et obtenu à partir de l'âge de 11 ans.

Le certificat d'études primaires (CEP) était un diplôme sanctionnant la fin de l'enseignement primaire élémentaire en France (entre 11 et 13 ans révolus jusqu'en 1936) et attestant ainsi l'acquisition des connaissances de base (écriture, lecture, calcul mathématique, histoire-géographie, sciences appliquées).
Il a été officiellement supprimé en 1989.
L'intitulé officiel de ce diplôme était « certificat d'études primaires élémentaires » (CEPE), communément appelé « certificat d'études » ou même, familièrement, le « certif' ». Il existait également le certificat d'études primaires supérieures.

## Histoire
Le 20 août 1866, sous l'impulsion de Victor Duruy, une circulaire met en place un certificat d'études primaires. Les modalités d'organisation et d'évaluation sont laissées à la libre appréciation des conseils généraux.
Le 16 juin 1880, un arrêté ministériel est présenté dans le but d'harmoniser les pratiques. C'est à partir de cette date que le nombre de cinq fautes à la dictée devient éliminatoire.
En 1882, celui-ci est institué par la loi Jules Ferry du 28 mars 1882, qui rend l'instruction primaire obligatoire de 6 à 13 ans. L'article 6 précise :

« Il est institué un certificat d'études primaires ; il est décerné après un examen public auquel pourront se présenter les enfants dès l'âge de onze ans. Ceux qui, à partir de cet âge, auront obtenu le certificat d'études primaires, seront dispensés du temps de scolarité obligatoire qui leur restait à passer. »

C'est ainsi que pendant longtemps, pour la majorité des lauréats, il marque la fin de l'instruction obligatoire et l'entrée dans la vie active. Il couronnait un cursus de sept ans : après les deux années de cours moyen, il y avait encore deux années de classe de fin d'études primaires, suivies par des élèves qui n'étaient pas entrés dans l'enseignement secondaire.
En 1936, la loi Jean Zay prolonge l'instruction obligatoire jusqu'à 14 ans. En 1946, le certificat d'études primaires s'adresse prioritairement aux élèves qui ne sont pas entrés au collège ou dans un cours complémentaire (CC) mais, le plus souvent, les directeurs et maîtres de cours complémentaire (les collèges des quartiers « populaires » de l'époque) demandent à leurs élèves d'en passer les épreuves entre la classe de 6e et celle de 3e.
La réforme de 1959 du ministre de l'Éducation nationale, Jean Berthoin, prolonge l'instruction obligatoire jusqu'à 16 ans. Les classes de fin d'études primaires disparaissent peu à peu, avec l'allongement de la scolarité obligatoire, puis la mise en place du collège unique en 1975.
En 1972, le certificat d'études primaires ne s'adresse plus qu'aux adultes , et éventuellement aux enfants volontaires, et en 1987, ils sont moins d'une centaine de candidats. Cette très importante diminution est due au fait que le certificat d'études était le premier niveau de diplôme exigé pour pouvoir être titularisé dans la fonction publique. Mais à partir de 1983, les personnes qui ne sont plus soumises à l'obligation d'instruction (âgées de 16 ans et plus), sans diplôme et sans qualification professionnelle reconnue, peuvent présenter le Certificat de formation générale (CFG), son obtention donne l'équivalence du CEP.
Et le 28 août 1989, par le décret no 89-607, le certificat d'études primaires est supprimé, mettant fin à une existence de plus de cent ans.

### Variante

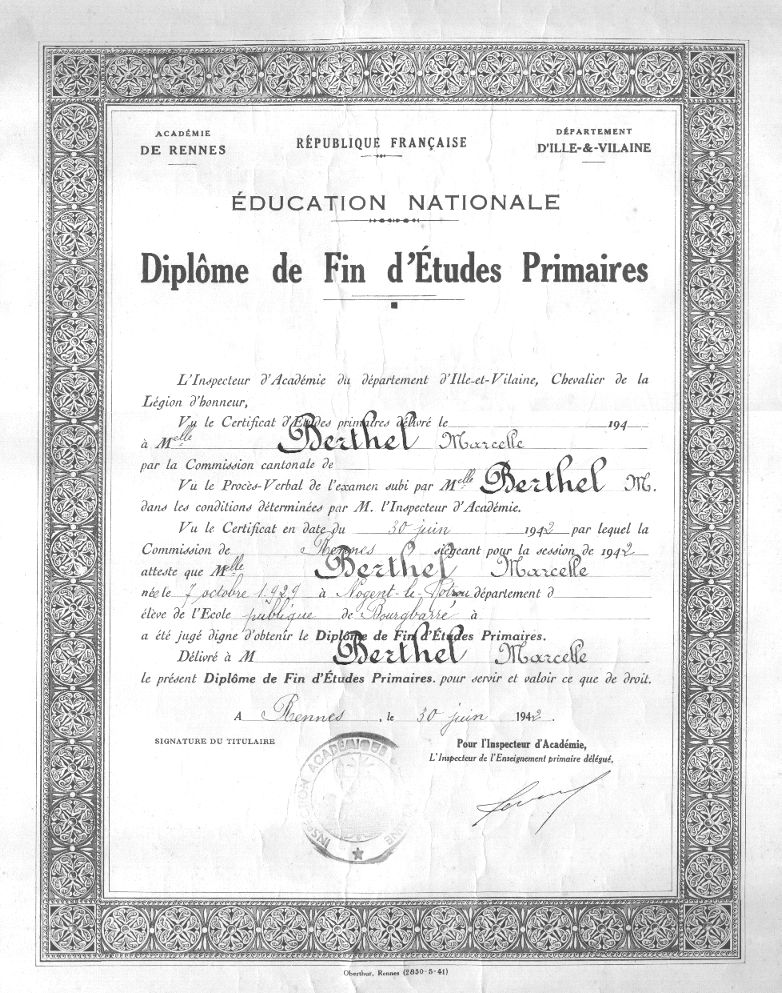
Diplôme délivré en 1943.

Le diplôme de fin d'études primaires est un diplôme scolaire du cycle primaire qui a été décerné en France au milieu du XXe siècle.
Le diplôme d'études primaires préparatoires fut également décerné en France durant la période de l'Occupation.

## Taux d'accession au diplôme

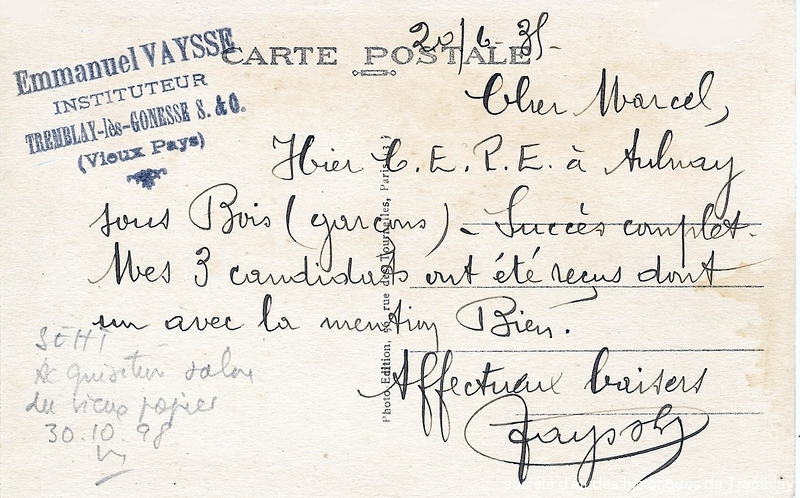
Réussite au CEP à Tremblay-lès-Gonesse, en 1935.

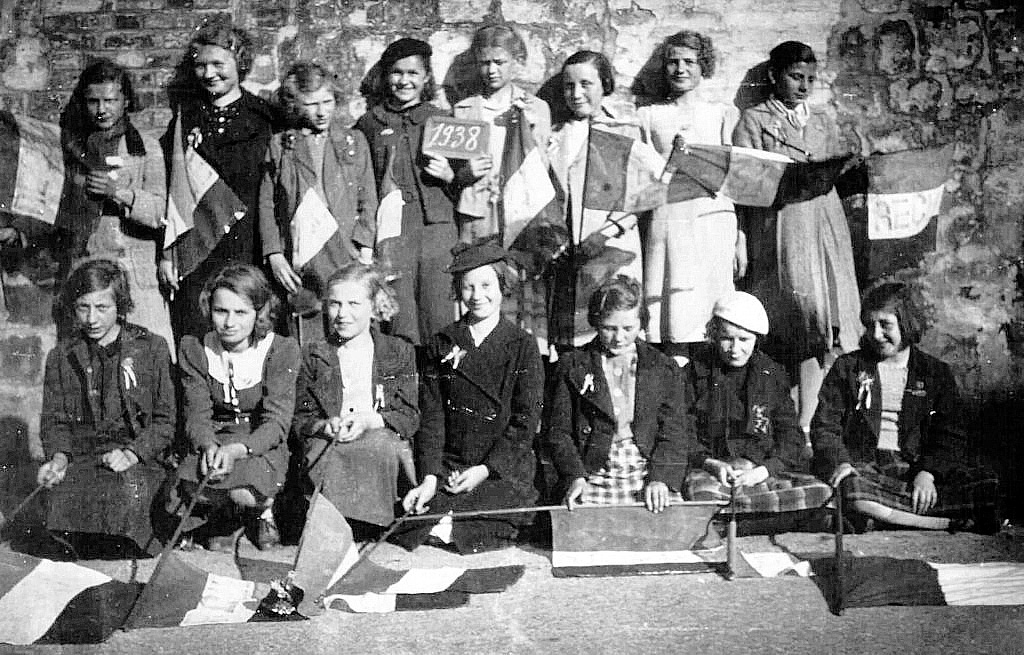
Classe du certificat d'études primaires à Barlin, en 1938.

Conçu par Jules Ferry pour sanctionner la fin des études primaires, il était initialement prévu qu'une grande majorité d'élèves arrêtant leurs études pourrait obtenir ce diplôme. Dès sa création, la réalité n'a pas correspondu à cet idéal. Le certificat d'études primaires se révèle un examen réservé à une élite. La barre fatidique éliminatoire de cinq fautes en dictée en est une cause principale. C'est ainsi qu'en 1890, Léon Bourgeois demande en vain que soit revu le caractère éliminatoire de l'orthographe lors de l'examen. Un autre facteur conduisant au faible taux d'accès est la sélection organisée par les instituteurs et institutrices, mettant un point d'honneur à ne présenter au certificat d'études que les élèves ayant une forte chance de réussir : les enfants d'ouvriers et d'agriculteurs réussissent moins bien l'épreuve entre 1885 et 1940.  
Jusqu'en 1900, la proportion d'élèves sortant de l'école primaire avec le certificat d'études est d'environ 25 à 30 %. Cette proportion monte jusqu'à 35 % vers 1920 et atteint 50 % à la veille de la Seconde Guerre mondiale. Par la suite, l'analyse des chiffres est plus difficile, car une proportion non négligeable d'élèves quitte l'école primaire pour poursuivre des études au collège et ne se présente plus à l'examen du certificat d'études. Les fils d'artisans et de commerçants s'en sortent souvent mieux que les fils d'ouvriers ou les fils de pères sans qualification (environ 10 points d'écart dans les taux d'accès au diplôme). La proportion de garçons présentés au certificat d'études est supérieure à celle des filles qui s'en sortent en revanche souvent mieux.
Après la Seconde Guerre mondiale, le changement progressif des mentalités, un accès plus important au collège, modifient le profil des élèves obtenant le certificat d'études. L'examen se démocratise, il s'adresse à des élèves plus âgés qui n'auraient probablement pas été présentés trente ans plus tôt.

## Les épreuves du certificat d'études
En 1867, dans l'académie de Seine-et-Marne, l'examen comporte trois épreuves écrites (orthographe, style, calcul) et cinq épreuves orales (lecture, histoire sainte, grammaire, calcul au tableau, système métrique). L'écriture est évaluée sur le texte de la dictée. L'examen est obtenu si le candidat obtient la moyenne à l'ensemble des épreuves et s'il n'a pas fait plus de dix fautes à la dictée.
En 1897, l'examen comporte trois épreuves écrites (dictée, calcul, rédaction portant sur la morale, l'histoire-géographie ou les sciences), une épreuve de couture pour les filles, une épreuve de dessin ou d'agriculture pour les garçons, des épreuves orales (lecture-récitation, histoire-géographie). L'examen est obtenu si le candidat obtient la moyenne aux épreuves écrites et la moyenne à l'ensemble des épreuves. Le zéro est éliminatoire. L'écriture est évaluée sur le texte de la dictée.
Vers les années 1950, l'examen se passe en une journée et comprend 
- Une épreuve de rédaction (50 min) sur 10 points avec deux sujets au choix
- Une épreuve d'orthographe (50 min) sur 20 points comprenant 
  - une dictée d'environ 100 à 150 mots sur 10 points
  - trois questions 
    - une question de compréhension générale
    - une question d'explication d'une expression
    - une question de grammaire
- Une épreuve de calcul (50 min) comprenant deux exercices ou problème de 8 et 12 points
- Une épreuve de sciences (20 min) sur 10 points
- Une épreuve d'histoire et géographie (20 min) sur 10 points
- Une épreuve de calcul mental (cinq questions) sur 5 points
- Une épreuve de lecture sur 5 points
- Une épreuve de chant ou récitation sur 5 points, dans les épreuves de chant, il y avait la Marseillaise, le Chant des Partisans, ainsi que le Chant du Départ
- Une épreuve de dessin, travaux manuels ou couture (50 min) sur 10 points
- L'écriture est évaluée sur 5 points

Pour être reçu, il faut n'avoir eu zéro ni en orthographe, ni en calcul, avoir obtenu la moyenne à l'ensemble rédaction-orthographe-calcul-sciences, avoir obtenu la moyenne à l'ensemble des épreuves.

## Évaluation de 1995
En 1995, une évaluation entre des copies d'élèves du certificat d'études de 1925 et des élèves de même niveau scolaire de 1995 à qui on a fait passer les mêmes épreuves, montre que les élèves de 1995 sont globalement moins performants en orthographe et en calcul et ont des compétences équivalentes voire meilleures en rédaction (cette affirmation est remise en cause par de nombreuses personnes, notamment Michel Delord qui avance des éléments argumentés sur les travaux de la Direction de l'évaluation et de la prospective de 1996). Les conclusions de cette étude ont soulevé des questions : le niveau des élèves a-t-il baissé entre ces deux dates ? Quelle est la part du bachotage dans les compétences des élèves de 1925 ? 

## Équivalence dans d'autres pays
Un diplôme nommé certificat d'études primaires existe toujours aujourd'hui dans plusieurs pays, notamment africains, comme le Cameroun, le Lesotho, le Nigeria, et l'Ouganda (First School Leaving Certificate).
En Belgique, il existait un « certificat de fin d'études primaires », qui a été remplacé en 1984 par un « certificat d'études de base ». Celui-ci est délivré à la fin de l'enseignement primaire, qui dure six ans. Voir aussi : Système éducatif belge.
En Italie, il n'existe plus la licenza elementare (« licence élémentaire ») à la fin du primaire. Elle a été supprimée en 2004. Voir : Système éducatif italien.